# H&N
H&N har även benämnt som Boys Next Door är en tysk musikgrupp bestående av artisterna Holger Flesch och Norbert Endlich. Gruppen bildades 1978.
Gruppen var från det som då var Östtyskland men de hade även framgångar i länder som Västtyskland och Sverige med bland annat låten Lady of the Night.